# Palamidi
Palamidi (görögül: Παλαμήδι) egy erődítmény az Akronaupliától keletre, Návplio városában, a dél-görögországi Peloponnészosz régióban. A 216 méter magas hegycsúcson fekvő erődöt a velenceiek építették a terület második megszállása (1686–1715) idején. Az erőd nevét  Palamédészről, a görög mitológia trójai háborújának hőséről kapta.

## Története
Az erőd igen nagyszabású és ambiciózus terv volt, de viszonylag rövid idő alatt, 1711 és 1714 között készült el. Ez egy tipikus barokk erődítmény, amely Antonio Giancix (Antun Jančić) velencei mérnök tervei alapján készült és Pierre de la Salle francia hadmérnök építette. 1715-ben az oszmánok foglalták el, és 1822-ig az ő ellenőrzésük alatt maradt, amikor a görögök foglalták el. Palamidi később még a görög szabadságharc idején is fontos szerephez jutott.

## Felépítése
Az erőd nyolc bástyáját eredetileg velencei vezetőkről nevezték el. Amikor azonban az Oszmán Birodalomhoz került, a bástyák török nevet kaptak. Végül, amikor a görögök legyőzték a törököket, a bástyákat ókori görög vezetőkről és hősökről nevezték át (Epameinóndasz, Miltiadész, Leónidasz, Phocion, Akhilleusz , Themisztoklész. A két megmaradt bástyát Szent Andrásról és a francia Philhellene Robertről nevezték el, aki az athéni Akropoliszon vívott csatában halt meg. A „Miltiadészt”, börtönként használták, és falai között tartották fogva Theodorosz Kolokotroniszt, a görög szabadságharc hősét is.
Az erődből lenyűgöző kilátás nyílik az Argóliai-öbölre, Návplio városára és a környező vidékre. A városból az erődbe vezető kanyargós lépcsőn 913 lépcsőfok található. Az erőd tetejére való feljutáshoz azonban több mint ezer kell. A helyiek azt mondják, hogy 999 lépcsőfok vezet a vár tetejére.

## Képgaléria

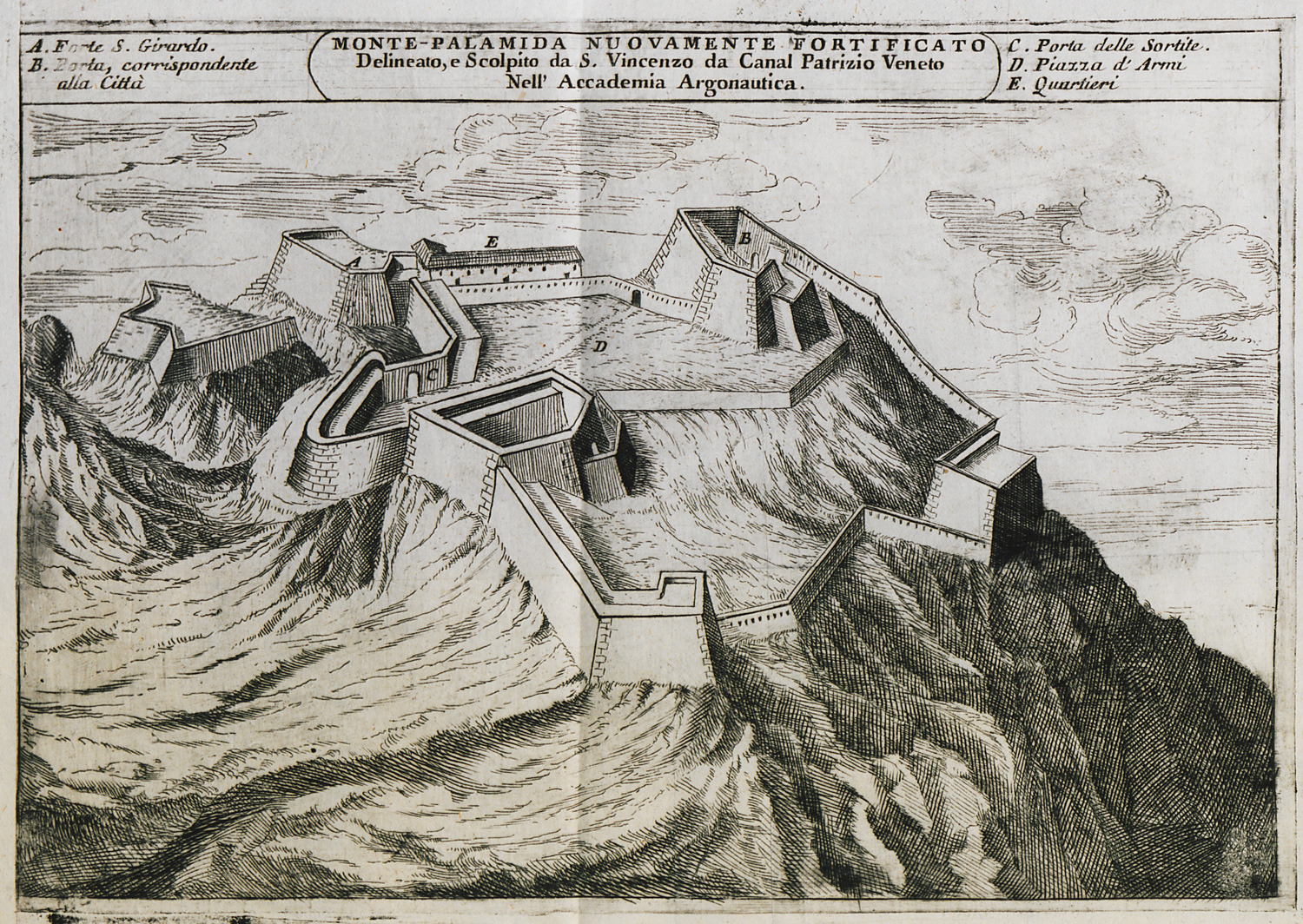
Palamidi vázlata 1708-ban
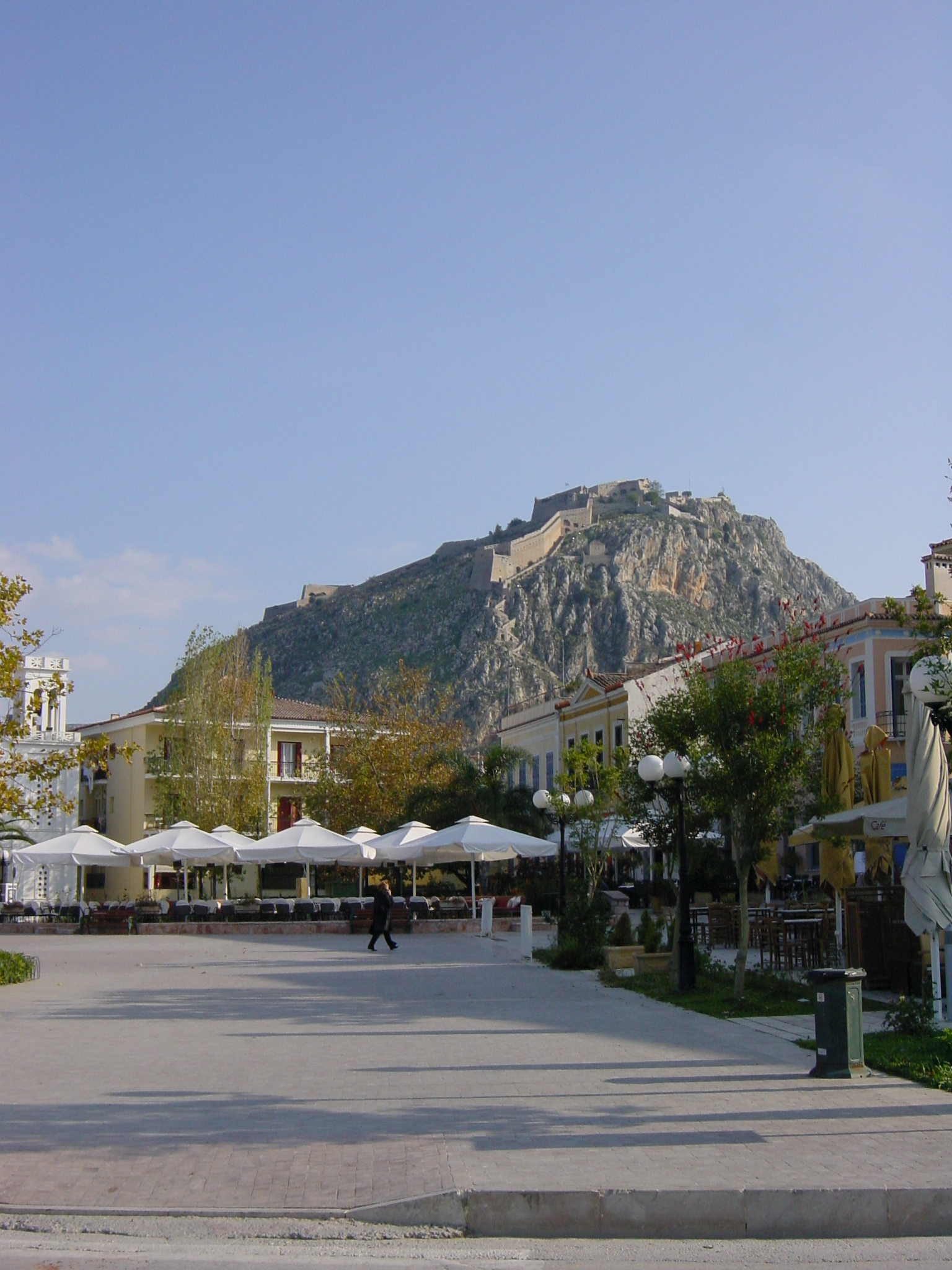
Palamidi erődje a návplióból nézve
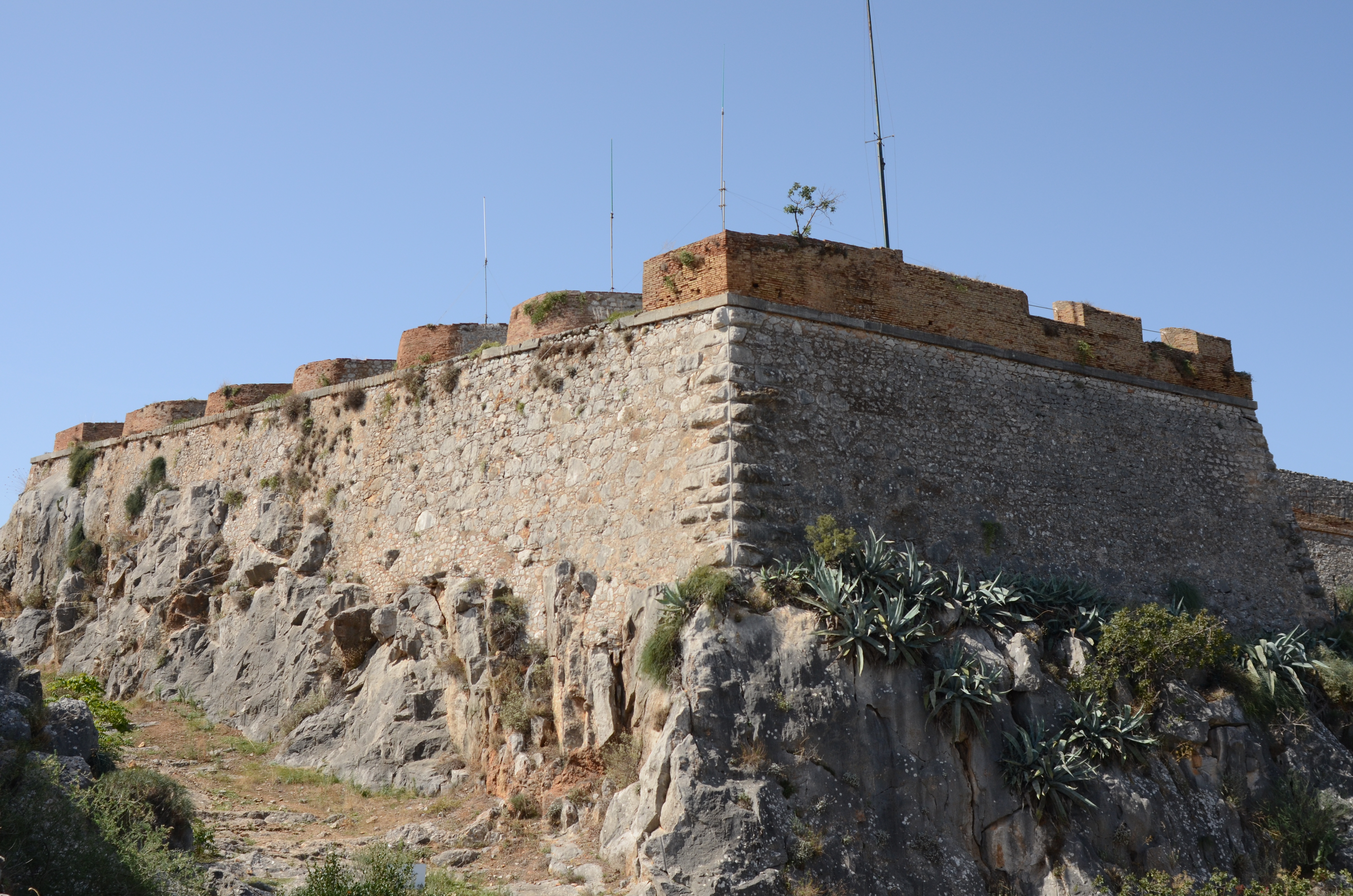
A erődítmény bástyája
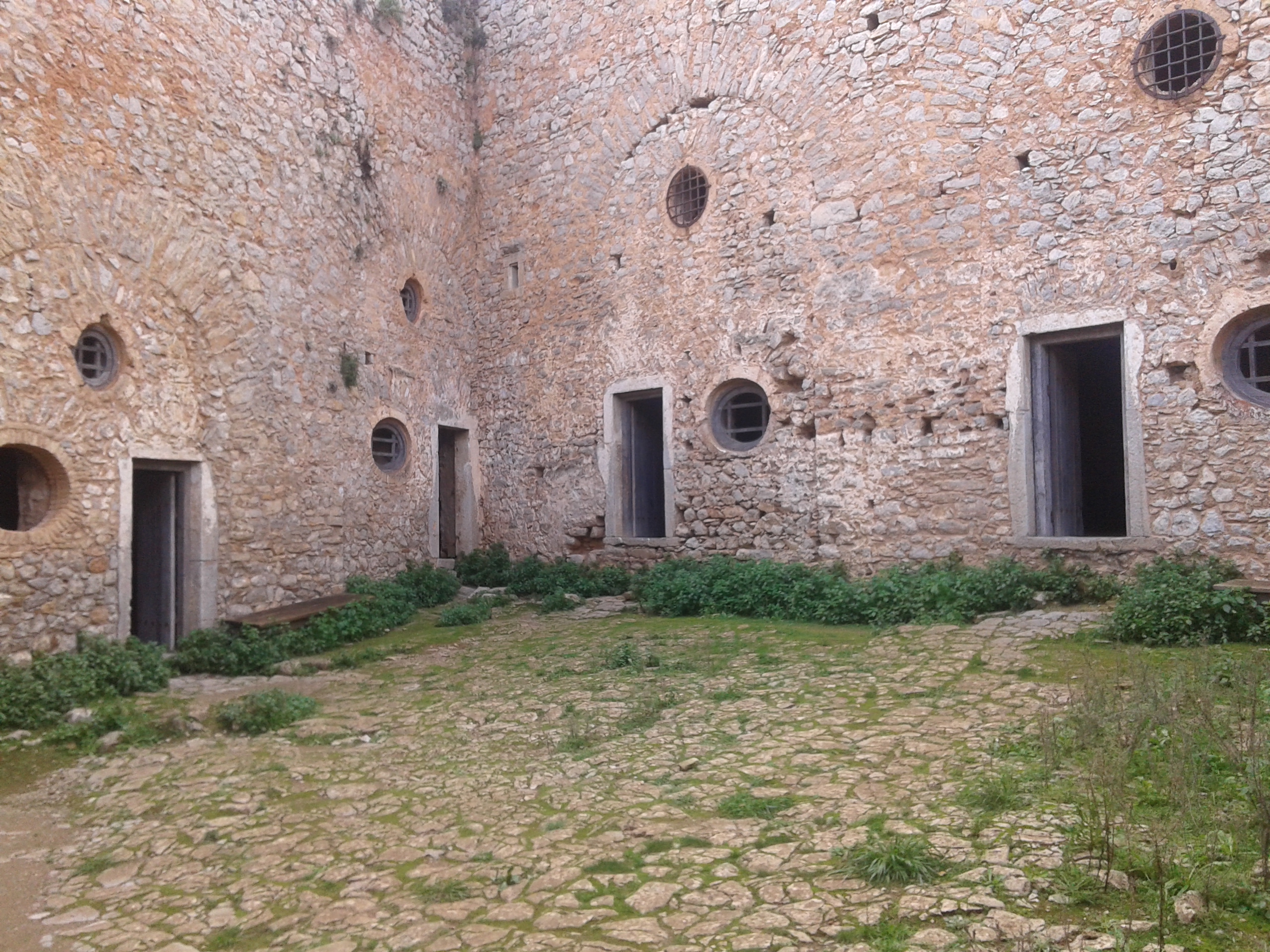
Belső tér
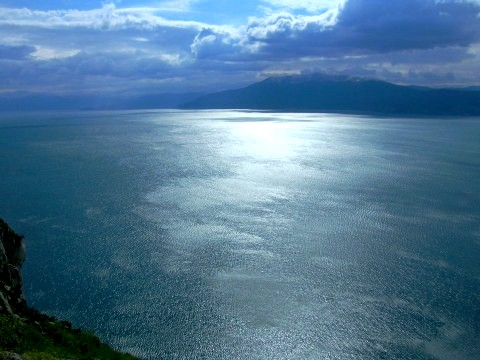
Kilátás az Argóliai-öbölre
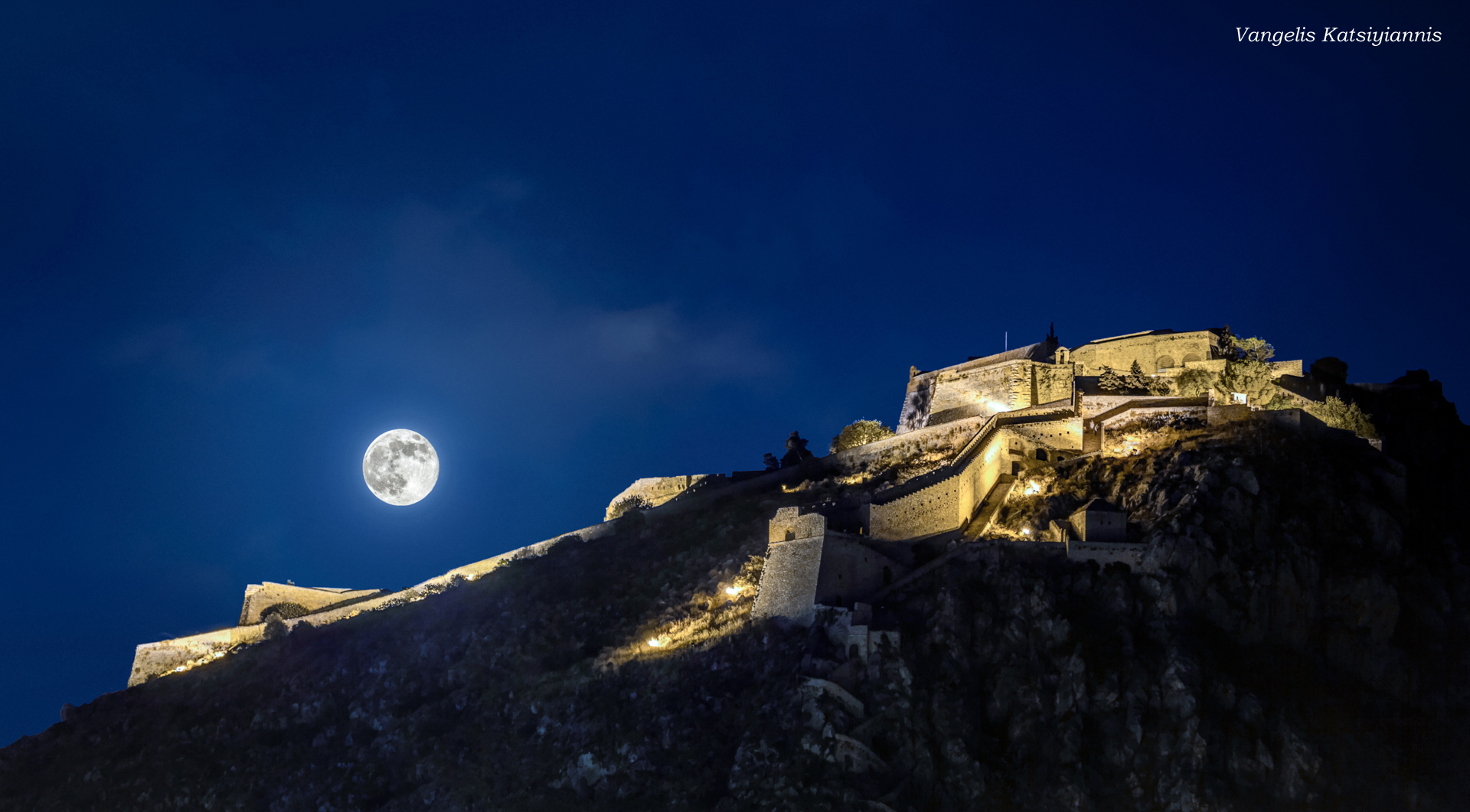
Palamidi éjjel
- A Palamidi erőd (2002)
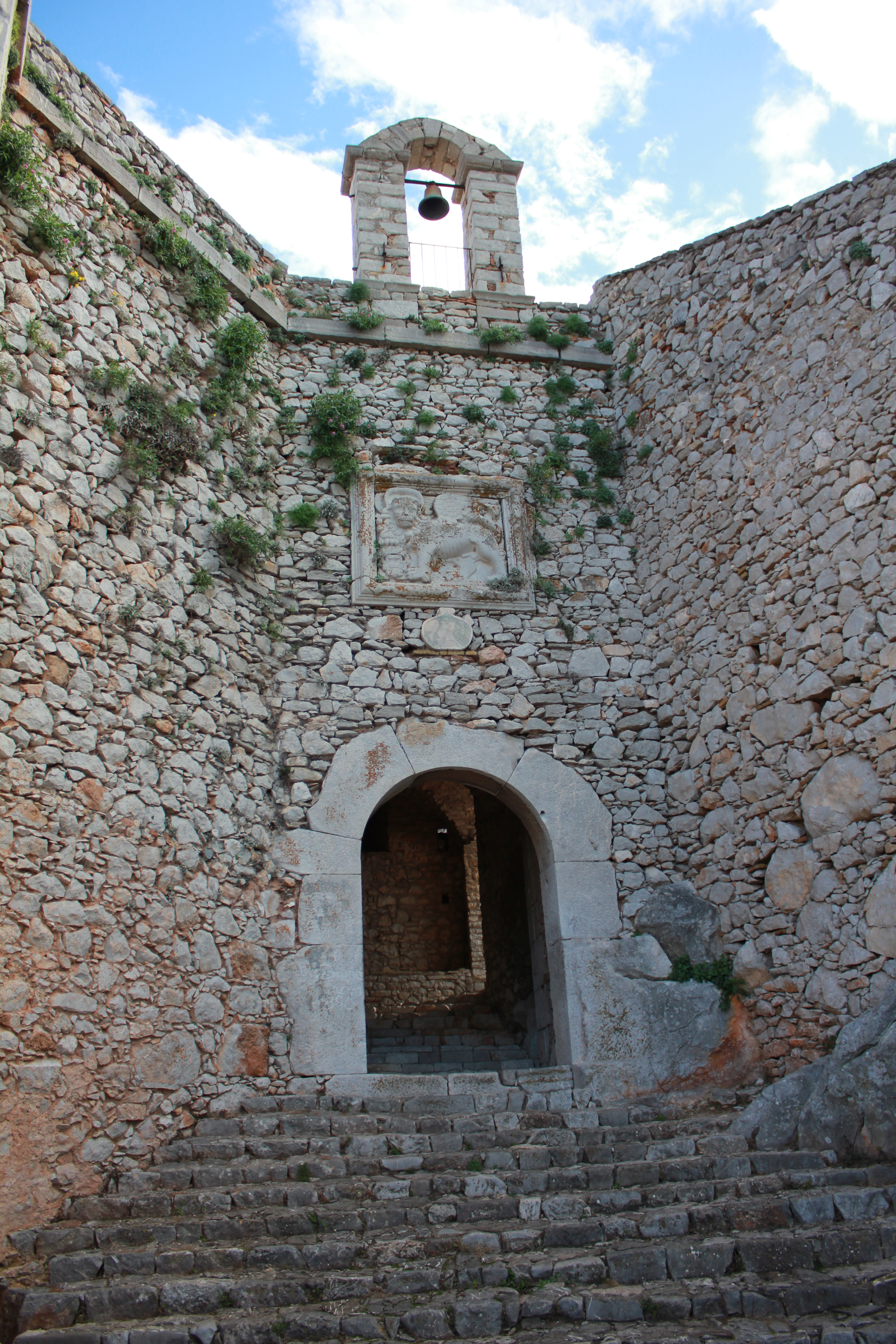
Egy kapu az erőd belsejében (2013. február 9.)

## Jegyzetek

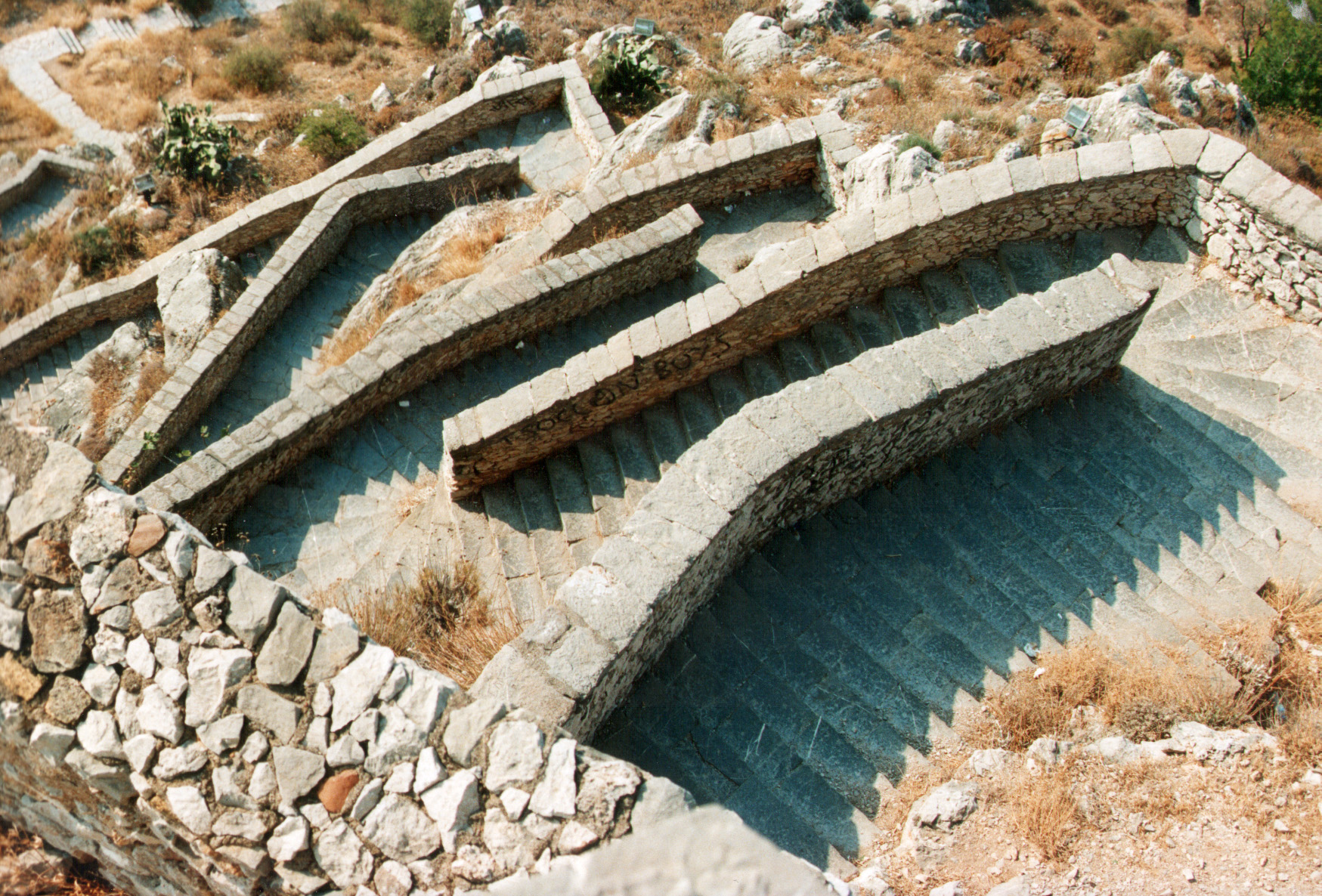
Lécsők a nyugati bejárathoz

## Fordítás
- Ez a szócikk részben vagy egészben  a   Palamidi című angol Wikipédia-szócikk ezen változatának fordításán alapul.  Az eredeti cikk szerkesztőit annak laptörténete sorolja fel. Ez a jelzés csupán a megfogalmazás eredetét és a szerzői jogokat jelzi, nem szolgál a cikkben szereplő információk forrásmegjelöléseként.